# 三ツ打ち
三ツ打ち・三つ打ち（みつうち）とは、主に福井県嶺北地方で盛んな和太鼓の「地打ち」の一つ。

## 概要
使用する太鼓は「長胴太鼓」「桶胴太鼓」。福井県が発祥の地とされている。「三ツ打ち」は福井県嶺北地方で永く育まれ、福井県の郷土芸能団体「福井豊年太鼓みどり会」が石川県の太鼓奏者と共に結成した「加賀白山太鼓」を通じて昭和30年代末に石川県へ広がったのを始め、幾人もの福井県の太鼓名手等による指導によって、全国へと広められていった。この「三ツ打ち」は、現代では関東地方の一部では「ひづめ」という呼び名で親しまれている。

## 奏法
- 奏法は左右二本の桴（ばち）を使った伴奏的な存在である。このリズムをあえて書き言葉（聞こえ言葉）にすると、長胴太鼓の場合は「トコトン、トコトン、トコトン…（以降同じ）」または、「トントコ、トントコ、トントコ…（以降同じ）」となる。また桶胴太鼓の場合は使う桴の種類にもよるが「ダカダン、ダカダン、ダカダン…（以降同じ）」または、「ダンダカ、ダンダカ、ダンダカ…（以降同じ）」と聞こえる場合もある。